# Cantó d'Echternach
Cantó d'Echternach (luxemburguès Iechternach) és un cantó situat a l'est de Luxemburg, al districte de Grevenmacher. Té 185 quilòmetres quadrats i 20.280 habitants. La capital és Echternach.
El cantó es divideix en 7 comunes:
- Beaufort
- Bech
- Berdorf
- Consdorf
- Echternach
- Rosport-Mompach
- Waldbillig